# アニェニル・メンドーサ
アニェニル・メンドーサ（Anyenil Mendoza、1989年12月9日 - ）は、ドミニカ共和国出身のプロ野球選手（投手）。右投右打。NPBでは育成選手であった。

## 経歴

### レンジャーズ傘下時代
2006年7月にアマチュアFAでテキサス・レンジャーズと契約。
2007年は、傘下ルーキー級のドミニカン・サマーリーグ・レンジャーズで13試合（うち9試合で先発）で3勝4敗、防御率3.91だった。
2008年も、傘下ルーキー級DSLレンジャーズで11試合（うち6試合先発）に登板し3勝1敗、防御率2.33だった。
2009年から2011年までは制限リスト入りしており、プレーしていない。
2012年6月1日にレンジャーズと再契約。傘下ルーキー級DSLレンジャーズで2試合（1イニング）を投げ、被安打こそ0であったが、2四球、1死球、3暴投、2失点（自責点1）という散々な内容で、6月25日に自由契約となった。

### 西武時代
2012年11月1日から埼玉西武ライオンズの秋季キャンプで入団テストを受け、11月20日に同じドミニカ共和国出身のアブナー・アブレイユとともに、支度金160万円、年俸320万円（推定）で育成選手契約を結んだ。背番号は124。
2013年は二軍で5試合に登板したが、2.1イニングで11四球、4暴投、防御率30.86と大乱調だったことに加え、右肘の故障もあり、戦力として見通しが立たなかったとしてシーズン途中の8月7日に戦力外通告を受けた。

## プレースタイル
最速159km/hのストレートが武器。マイナーでは先発経験の方が若干多いが、リリーフもこなし、セーブも記録している。

## 詳細情報

### 年度別投手成績
- 一軍公式戦出場なし

### 背番号
- 124 （2013年）